# Samsung Galaxy Note 4
Samsung Galaxy Note 4 je phablet vyvinutý společností Samsung Electronics. Samsung Galaxy Note 4 byl vydán října 2014  Jako nástupce Samsung Galaxy Note 3. Nástupce telefonu Samsung Galaxy Note 4 byl Samsung Samsung Galaxy Note 5, který byl představen 13. srpna 2015.